# Die weiße Schwester (1923)
Die weiße Schwester ist ein US-amerikanischer Stummfilm aus dem Jahre 1923 von Henry King mit Lillian Gish in der Titelrolle.

## Handlung
Angela Chiaromonte ist die Tochter eines wohlhabenden italienischen Grafen, der infolge eines Sturzes vom Pferd verstarb. Laut Testament soll Angela ein großes Landgut erben, doch ihre ältere Halbschwester, die Marchesa di Mola, verbrennt den letzten Willen beider Vater und nimmt statt Angela das Erbe in ihren Besitz. Die kleine Schwester ist damit schlagartig verarmt. Immerhin findet die junge Frau ihre große Liebe in dem schmucken Offizier Giovanni Severini. Als er auf einen Feldzug nach Afrika entsendet wird, gerät Giovanni in die Hände von Arabern. Da man nichts mehr von ihm hört, wird der italienische Hauptmann schließlich für tot erklärt. Von tiefer Gram gebeugt, beschließt Angela ihrem weltlichen Leben adieu zu sagen und zieht das Gewand einer Ordensschwester an: sie wird zur „weißen Schwester“.
Währenddessen ist es Hauptmann Severini gelungen, seinen Häschern zu entfliehen und kehrt nach Italien heim. Entsetzt darüber, dass er seine große Liebe an die katholische Kirche und Gott verloren hat, versucht Severini Angela zu entführen, akzeptiert aber schließlich ihre Entscheidung zugunsten ihres Nonnendaseins. Dann aber bricht plötzlich der Vesuv aus, und Hauptmann Severini kann seinen ganzen Wage- und Edelmut bei der Rettung der Bevölkerung Neapels unter Beweis stellen. Im allgemeinen Tumult wird die Marchesa di Mola schwer verletzt und robbt sich bis in eine Kirche, wo auch Angela Zuflucht gefunden hat. Nachdem ihre Halbschwester Vergebung für ihre Sünden erbittet, gewährt Angela ihr diese. Als die Lavamassen gewaltige Wassertanks zerdrücken, wird die Gegend auch noch überflutet. Bei der Rettung einer Mutter mit ihren Kindern ertrinkt Giovanni. Die weiße Schwester betet zu Gott, dass er ihn zu sich nimmt und sie und Giovanni eines Tages wieder vereint sein mögen.

## Produktionsnotizen
Die weiße Schwester wurde in Italien gedreht und am 3. September 1923 in den USA uraufgeführt. In Österreich lief der dort gut zwei Stunden lange Film am 22. Mai 1925 an, in Deutschland konnte man ihn im selben Jahr sehen.
Die Filmbauten entwarf Robert M. Haas.

## Kritik
In Paimann’s Filmlisten ist zu lesen: „Im Vordergrunde steht die außerordentlich gut gelungene Zeichnung des Milieus und die darstellerische Leistung der Gish. Auch das übrige Ensemble spielt gut. Das Sujet ist sehr sentimental aber durchaus publikumswirksam gehalten, von einer großzügigen Aufmachung in den Szenen des vulkanischen Ausbruches unterstützt. Die Wassermassen wären hierbei besser aus dem Spiele gelassen. Dagegen wieder ist dem Regisseur die Darstellung der Stimmung vor der Katastrophe glänzend gelungen. Die Photos sind ungleich aber zufrieden stellend.“

„Diese Produktion ist eine bemerkenswerte, eine künstlerische Anstrengung, bei der die Produzenten sich scheinbar zurückgelehnt haben, um sich am gediegenen Wert dieses Filmes zu klammern, der komplett in Italien unter der Regie von Henry King entstand. (…) Obwohl diese Geschichte voller Emotionen und Tränen ist, bleibt Miss Gish's Schauspielkunst stets zurückhaltend. Sie erlangt volle Wirkung in jeder Situation und ist, wie die Italiener sagen, in allen Einstellungen „simpatico“. (…) Die Darsteller sind aufgezeichnet. Mr. Colmans Giovanni ist wunderbar, und Gail Kane ist besonders wirksam in der unsympathischen Rolle der Marchesa. Es ist eine ungemein kompetente Besetzung.“